# Aleksander Hall

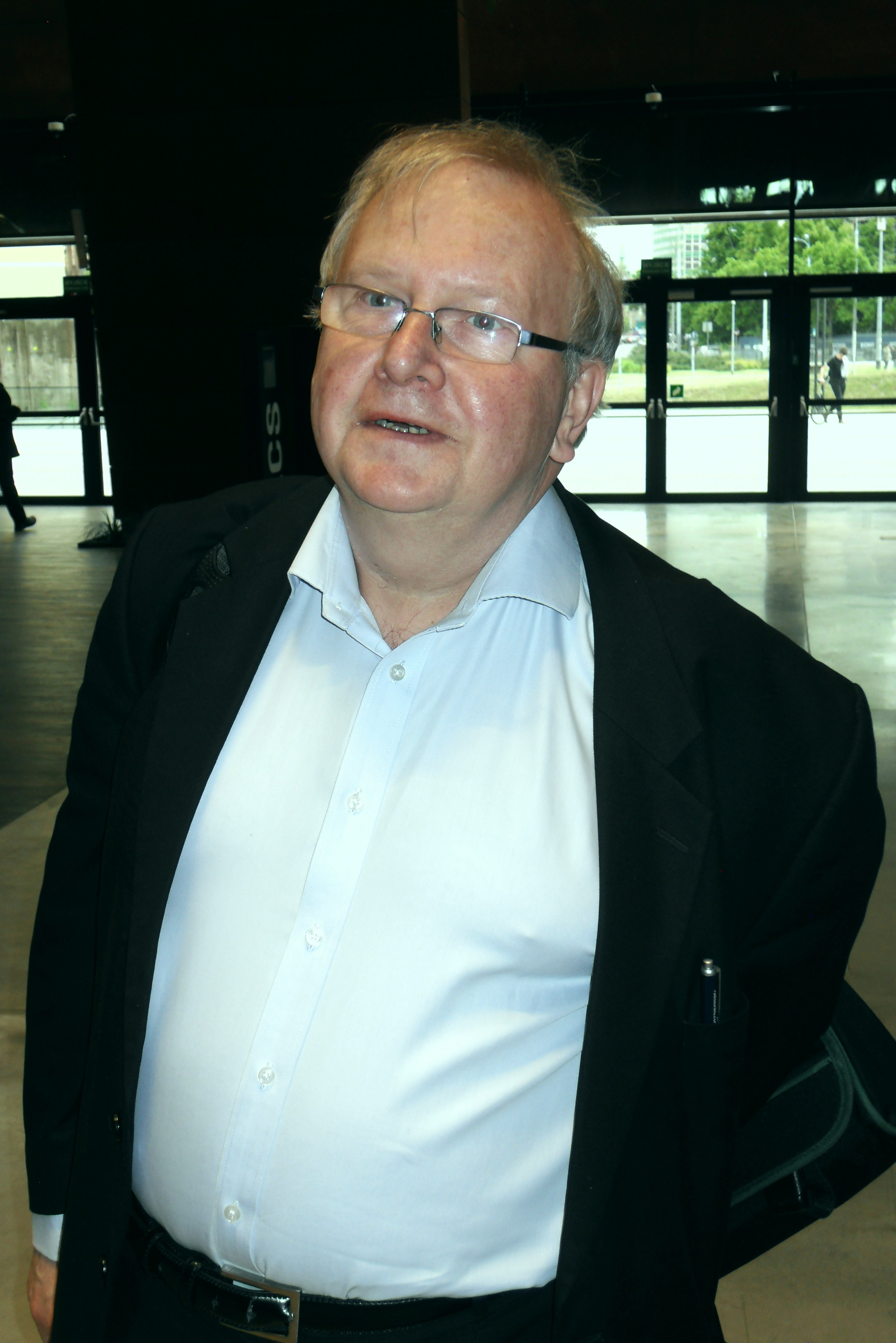
Aleksander Hall

Aleksander Jan Hall [ˌalεkˈsandεr ˈjan ˈxal] (* 20. Mai 1953 in Danzig) ist ein polnischer Historiker, ehemaliger Politiker (UD, PK, SKL, AWS, PO) und zuvor Dissident. Er gehörte von 1991 bis 1993 und von 1997 bis 2001 dem Sejm in dessen I. und III. Wahlperiode an.

## Leben
Bereits während seines Besuchs im Danziger Nikolaus-Kopernikus-Lyzeum betätigte sich Aleksander Hall in der Opposition, indem er mit seinen Klassenkameraden Grzegorz Grzelak und Arkadiusz „Aram“ Rybicki Plakate und Aushänge der regierenden Vereinigten Arbeiterpartei zerstörte und Flugblätter verteilte. 1971 bis 1972 gehörte er zum Bildungskreis um Ludwik Wiśniewski. Nach der Matura studierte Hall zwischen 1972 und 1977 Geschichte an der Universität Danzig und arbeitete anschließend als Geschichtslehrer.
1977 gehörte er mit Leszek Moczulski und Andrzej Czuma zu den Gründern der Bewegung für Verteidigung der Menschen- und Bürgerrechte (ROPCiO) und gründete 1979 u. a. mit Arkadiusz Rybicki und Marek Jurek die Jugendorganisation Ruch Młodej Polski mit. Im August 1980 nahm er am Streik in der Danziger Leninwerft teil, wurde ein Mitbegründer der unabhängigen Gewerkschaft Solidarność und ab 1981 ein Berater der Solidarność-Vorsitzenden Lech Wałęsa.
Nach der Ausrufung des Kriegszustandes am 13. Dezember 1981 tauchte er unter und arbeitete im geheimen Widerstand bis zur Amnestie im Juli 1984, unter anderem als Verleger des Samisdat „Polityka Polska“. In den Jahren 1985 bis 1987 gehörte er neben Grzegorz Grzelak, Lech Kaczyński, Jacek Merkel und Arkadiusz Rybicki wieder zum engsten Beraterkreis Lech Wałęsas und nahm 1989 an den Verhandlungen am „Runden Tisch“ teil. Ende der 80er Jahre publizierte er ferner in der Wochenzeitung der katholischen Intelligenz „Tygodnik Powszechny“.
Nach der politischen Wende wurde Aleksander Hall im Herbst 1989 Minister ohne Geschäftsbereich im Kabinett Mazowiecki (bis 1991). Ab der ersten völlig freien Parlamentswahl 1991 war er Abgeordneter im Sejm der I. Wahlperiode und vertrat dort zunächst die Unia Demokratyczna, deren Mitgründer und zeitweiliger Vize-Vorsitzender er 1990 war. Im Dezember 1992 war er Gründer und danach Vorsitzender der Partia Konserwatywna (PK), die sich im Parlament an der Fraktion Konwencja Polska beteiligte. Bei der Parlamentswahl 1993 beteiligte die PK sich am Wahlbündnis Katolicki Komitet Wyborczy "Ojczyzna". Dieses scheiterte jedoch mit 6,4 % der Stimmen an der neu eingeführten 8-%-Hürde für Wahlbündnisse und Hall schied aus dem Sejm aus. Nachdem die PK 1997 in der Stronnictwo Konserwatywno-Ludowe (SKL) aufgegangen war, war Hall bis 1998 und erneut 2000 bis 2002 Vorsitzender der letztgenannten. Erneut wurde er 1997 für das Wahlbündnis Akcja Wyborcza Solidarność, an dem sich die SKL beteiligt hatte, in den Sejm (III. Wahlperiode) gewählt. 2000 zählte er zu den Gründern der Platforma Obywatelska (PO), verließ aber, nachdem er bei der Parlamentswahl 2001 kein Mandat errungen hatte, die Partei und konzentrierte sich auf die wissenschaftliche Arbeit.
1996 heiratete er die Lehrerin und Politikerin Katarzyna Hall, die später Bildungsministerin im Kabinett Tusk I und 2011 bis 2015 ebenfalls Sejm-Abgeordnete wurde. Er promovierte im Jahr 2004 und arbeitet weiterhin wissenschaftlich. Er war unter anderem Dozent an der privaten Józef-Tischner-Europa-Hochschule in Krakau sowie seit 2002 an der Hochschule für Informatik und Verwaltung in Rzeszów, wo er Ordinarius wurde. 2010 habilitierte er sich mit einer Arbeit über die Geschichte der politischen Rechten in Frankreich.

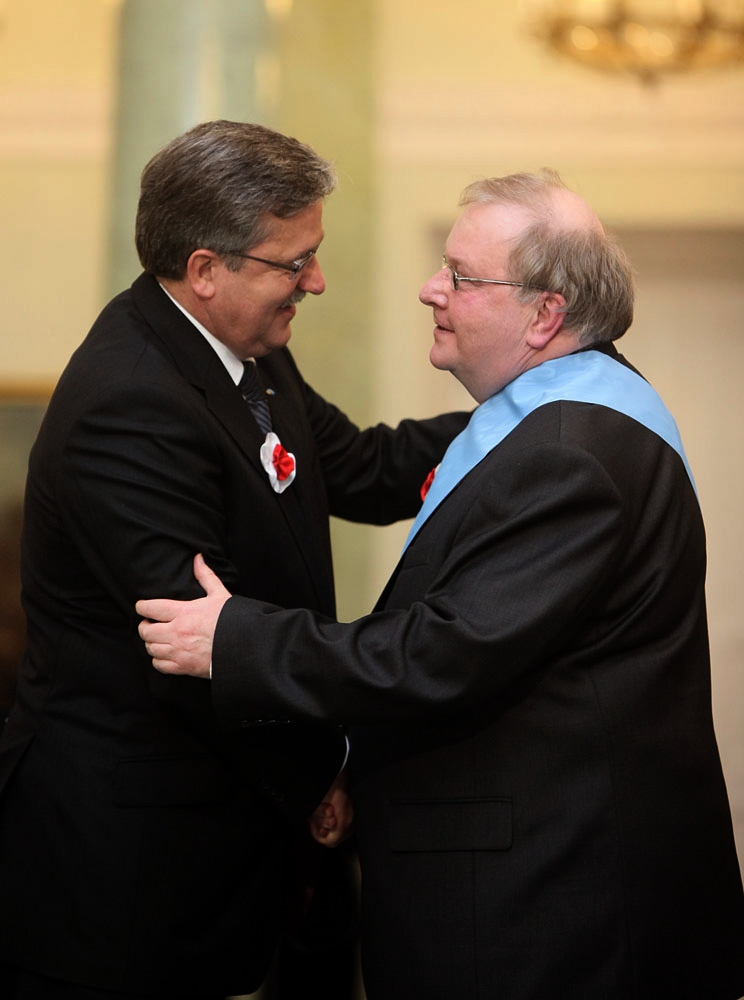
Hall (rechts) mit dem Präsidenten der Republik Polen Bronisław Komorowski nach Auszeichnung mit dem Weißen Adlerorden

Den ihm 2011 verliehenen Orden vom Weißen Adler gab er 2015 aus Protest gegen die Entscheidung von Präsident Andrzej Duda zurück, den wegen Amtsmissbrauchs sowie Fälschung von Dokumenten verurteilten Mariusz Kamiński zu begnadigen.

## Auszeichnungen
- 2006: Orden Polonia Restituta
- 2011: Orden vom Weißen Adler[6]
- 2015: Ehrenlegion (Frankreich)[7]
- 2016: Kreuz der Freiheit und Solidarität